# Spatharaíoi (ort i Grekland, Epirus)
Spatharaíoi är en ort i Grekland.   Den ligger i prefekturen Thesprotia och regionen Epirus, i den västra delen av landet, 300 km nordväst om huvudstaden Aten. Spatharaíoi ligger 58 meter över havet och antalet invånare är 176.
Terrängen runt Spatharaíoi är huvudsakligen kuperad, men åt sydost är den platt. Runt Spatharaíoi är det ganska glesbefolkat, med 36 invånare per kvadratkilometer. Närmaste större samhälle är Margaríti, 6,5 km nordväst om Spatharaíoi. Trakten runt Spatharaíoi består till största delen av jordbruksmark.